# Movimento ocular na leitura musical

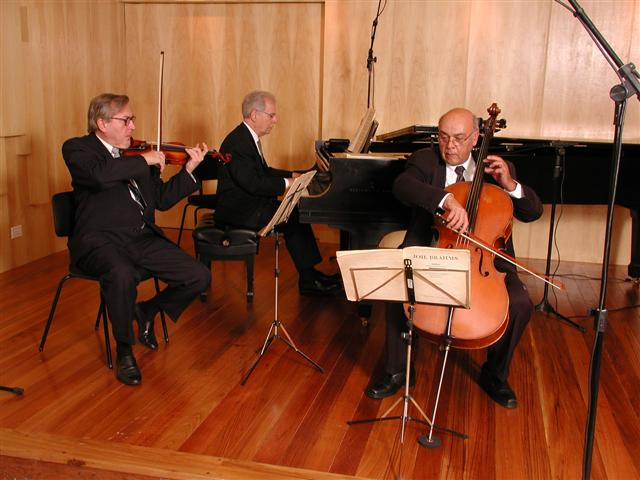
Um trio executando leitura musical

O movimento ocular na leitura musical é o esquadrinhamento de uma partitura pelos olhos de um músico. Isto geralmente ocorre à medida que a música é lida durante uma performance, embora músicos muitas vezes leiam uma partitura silenciosamente para estudá-la e algumas vezes executem sem partitura. O fenômeno tem sido estudado por pesquisadores das mais diversas áreas, incluindo psicologia cognitiva e educação musical. Tais estudos têm tipicamente refletido a curiosidade acerca do processo central da arte de um músico executor, e uma esperança de que a investigação do movimento ocular possa ajudar no desenvolvimento de métodos mais efetivos de treinamento da habilidade de leitura à primeira vista.
Um aspecto central na leitura musical é a seqüência de saques e fixações dos olhos, bem como as demais tarefas oculomotoras. Os saques são movimentos rápidos feitos pelos olhos de um local a outro da partitura; os saques são separados uns dos outros pelas fixações, durante as quais os olhos permanecem relativamente estacionários na página. Estabeleceu-se que a percepção da informação visual ocorre quase inteiramente durante as fixações que muito poucas informações são obtidas durante os saques. Fixações compreendem cerca de 90% do tempo de leitura musical, tipicamente com duração média de 250 a 400ms.
O movimento ocular na leitura da música é um fenômeno extremamente complexo que envolve um grande número de questões não-resolvidas na psicologia, e que requer intrincadas condições experimentais para a produção de dados utilizáveis. Apesar de cerca de 30 estudos nesta área ao longo dos últimos 70 anos, pouco se sabe sobre os padrões existentes no movimento dos olhos na leitura musical.